# Famille Demidoff
La famille Demidoff est une famille d'industriels russes qui connut son apogée à la fin du XVIIIe siècle.

## Histoire

Armes de la famille Demidoff.

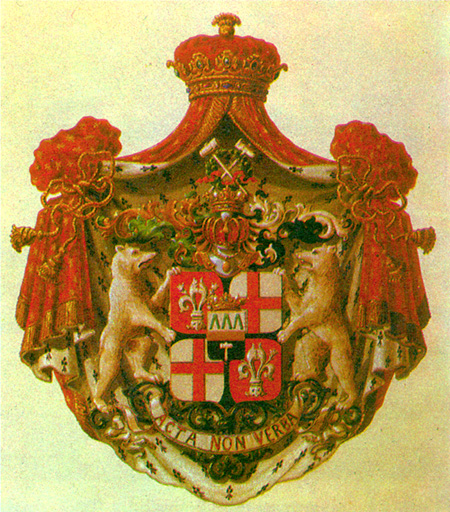
Armoiries du prince Anatole Demidoff.

La famille remonte à un simple forgeron libre, Demid Antoufieff (1624-1664), installé à Toula où un musée perpétue son souvenir.
Le Tsar Pierre le Grand confia à son fils, Nikita Demidoff (1656-1725), la fabrication de hallebardes et de fusils pour l'armée russe, dont il devint le principal fournisseur. Il fut anobli en 1720.
Grâce à son fils, Akinfi Demidoff (1678-1745), la famille devint la plus importante dynastie industrielle de Russie, propriétaire de fonderies, mais aussi de mines de fer, d'argent et de pierres précieuses et semi-précieuses dans l'Oural et au sud de la Sibérie (Barnaoul). Elle obtint la noblesse héréditaire.
À la fin du XVIIIe siècle, les usines Demidoff fournissaient 40 % de la fonte produite en Russie et la famille était l'une des plus riches de l'Empire.
Son neveu, Pavel Demidoff (1738-1821), fut un grand voyageur et mécène de l'éducation scientifique russe.
Le fils aîné d'Akinfi, Prokofi Demidoff (1710-1786) créa de nombreuses fondations charitables tandis que son fils cadet, Nikita Akinfievitch Demidoff (1724-1789) fut un scientifique amateur et protecteur des savants et des hommes de lettres.
Le fils de ce dernier, Nicolas Demidoff (1773-1828), leva un régiment pour s'opposer à l'invasion napoléonienne et poursuivit l'accroissement de la fortune familiale. Il fut ambassadeur de Russie auprès de la cour de Toscane et construisit la Villa San Donato à Florence. Par décret du 23 février 1827, le grand-duc Léopold II de Toscane le fit « comte de San Donato », pour services rendus à la Toscane par la création d'une manufacture de soieries.
Par décret du 20 octobre 1840, son second fils, Anatole Demidoff (1813-1870), fut créé  « prince de San Donato », afin de lui permettre d'épouser la princesse Mathilde-Létizia Bonaparte sans que celle-ci dut renoncer au titre de princesse.
Ce titre ne fut reconnu en Russie qu'en 1872, au profit de Paul Pavlovitch Demidoff (1839-1885), neveu d'Anatole Demidoff. Il est éteint en 1943 en l'absence de descendance légitime en ligne masculine.
En 1862, les usines Demidoff remportèrent un prix à la Grande exposition de Londres pour la qualité de leur production de fer, d'acier et de cuivre et, en 1900, elles obtinrent une médaille d'or à l'Exposition universelle de Paris. Pendant plus d'un siècle, elles fournirent du fer au Royaume-Uni : le toit du Parlement britannique à Londres est fait à partir de fer produit dans les usines Demidoff.

## Filiation
```
Nicolas N. Demidoff
 (1773-1828)
x (1795) Baronne 
Elisabeth Alexandrovna Stroganoff
  (1779-1818) 
│
├──>
Paul Nicolaïevitch Demidoff
 (1798-1840)
│     x (1836) Baronne Aurora Stjernwall (1808-1902)  
│     │
│     └──>  
Paul Pavlovitch Demidoff
, 
2
e
 
prince
 de San Donato (1839-1885)
│           x (1) Princesse 
Marie Elimovna Mestcherski
 (1844-1868)
│           │  │
│           │  └──>  
Elim P. Demidoff, 
3
e
 
prince
 de San Donato
 (1868-1943)
│           │        x (1893) Comtesse Sophie Hilarionovna Worontzov-Dachkov (1870-1953)
│           │          
sans postérité

│           │
│           x (2)(1871) Princesse Hélène Petrovna 
Troubetzkoï
 (1853-1917)
│              │
│              ├──>  
Nikita
 (1872-1874)
│              │
│              ├──>  
Aurore
 (1873-1904)
│              │     x (1) (1892) Arsène Karageorgevitch, prince de Serbie (1859-1938)
│              │     │     
divorcés en 1896

│              │     │             └──>  
Paul de Yougoslavie
 (1893-1976) 
│
│              │     x (2) (1897) Comte Palatin Nicola Giovanni Maria di Noghera (1875-1944)
│              │     │             └──>  Amadeo, comte Noghera (1902-1982) x Vittoria Barbera
│              │     │             └──>  Giovanni Amadeo, comte Noghera
│              │     │             └──>  Alberto, comte Noghera (1897-1971)
│              │     │             └──>  Helena Aurore Noghera (1898-1967)
│              │     │                   x Gaston Tissot (1891-1945) 
│              │                         └──> Famille Tissot-Demidoff
│              │     
│              │              
│              │
│              ├──>  
Anatole Demidoff, 
4
e
 
prince
 de San Donato
 (1874-1943)
│              │     x (1894) Eugénie Podmener (1871-1958) 
│              │     │
│              │     ├──>  Hélène (1901-1970)
│              │     │     x (1926) Paul-René Geoffroy (1903-1991)
│              │     │
│              │     ├──>  Eugénie (1902-1955)
│              │     │     Anatole Gerber(1927-2019) Jean Gerber (1905-1981)
│              │     │
│              │     └──>  Aurore (1909-1944)
│              │           x (1933) Jean Giraud (1912-1962)
│              │
│              ├──>  Maria (1877-1955)
│              │     x (1897) Prince Semion Semionovitch Abamelik-Lazarev (1857-1916)
│              │       adoptent : Paul Karageorgevitch, Prince Régent de Yougoslavie (1893-1976) 
│              │
│              ├──>  
Paul Demidoff
 (1879-1909)
│              │
│              └──>  Hélène (1884-1959)
│                    x (1) (1903) Comte Alexandre Pavlovitch Chouvalov (1881-1935)
│                    │     
divorcés en 1907

│                    │
│                    x (2) (1907) Nikolaï Alexeïevitch Pavlov (1866-1934)
│
│
└──>  
Anatole Nicolaïevitch Demidoff
, 
1
er
 
prince
 de San Donato (1840) (1813-1870)
      x (1840) Princesse 
Mathilde-Létizia Bonaparte
 (1820-1904)
```

## Galerie

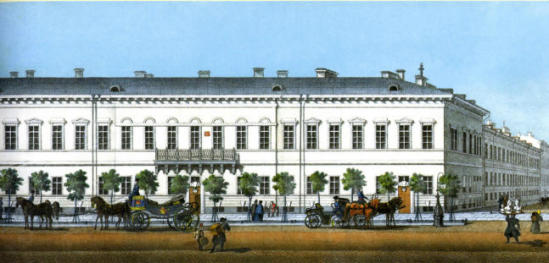
L'hôtel particulier de la famille Demidoff, vers 1835, Saint-Pétersbourg.
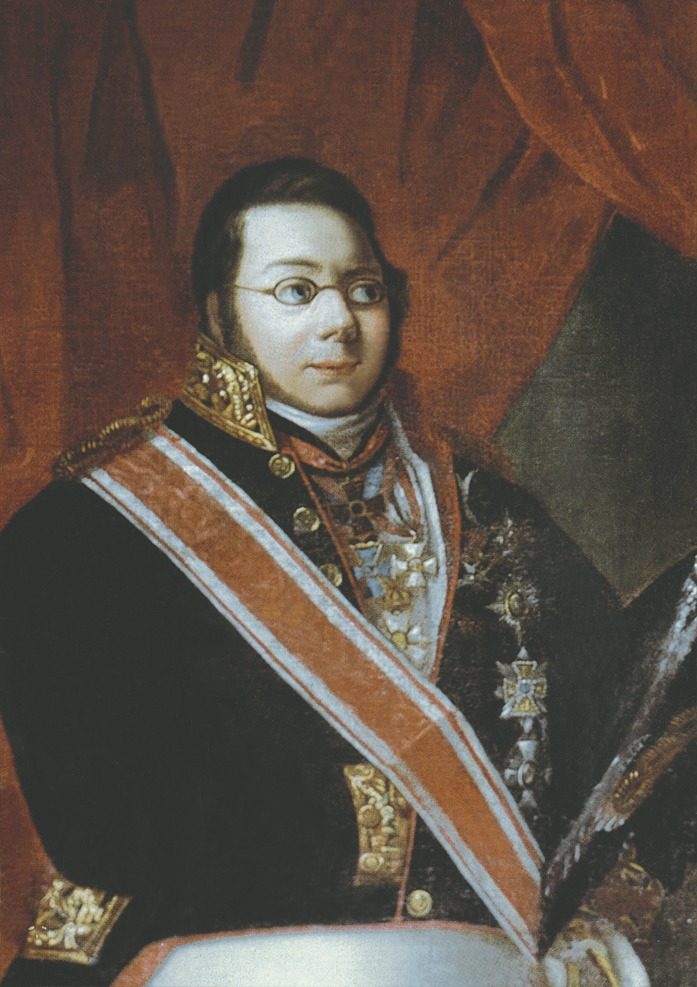
Pavel Demidoff, créateur du prix Demidoff.
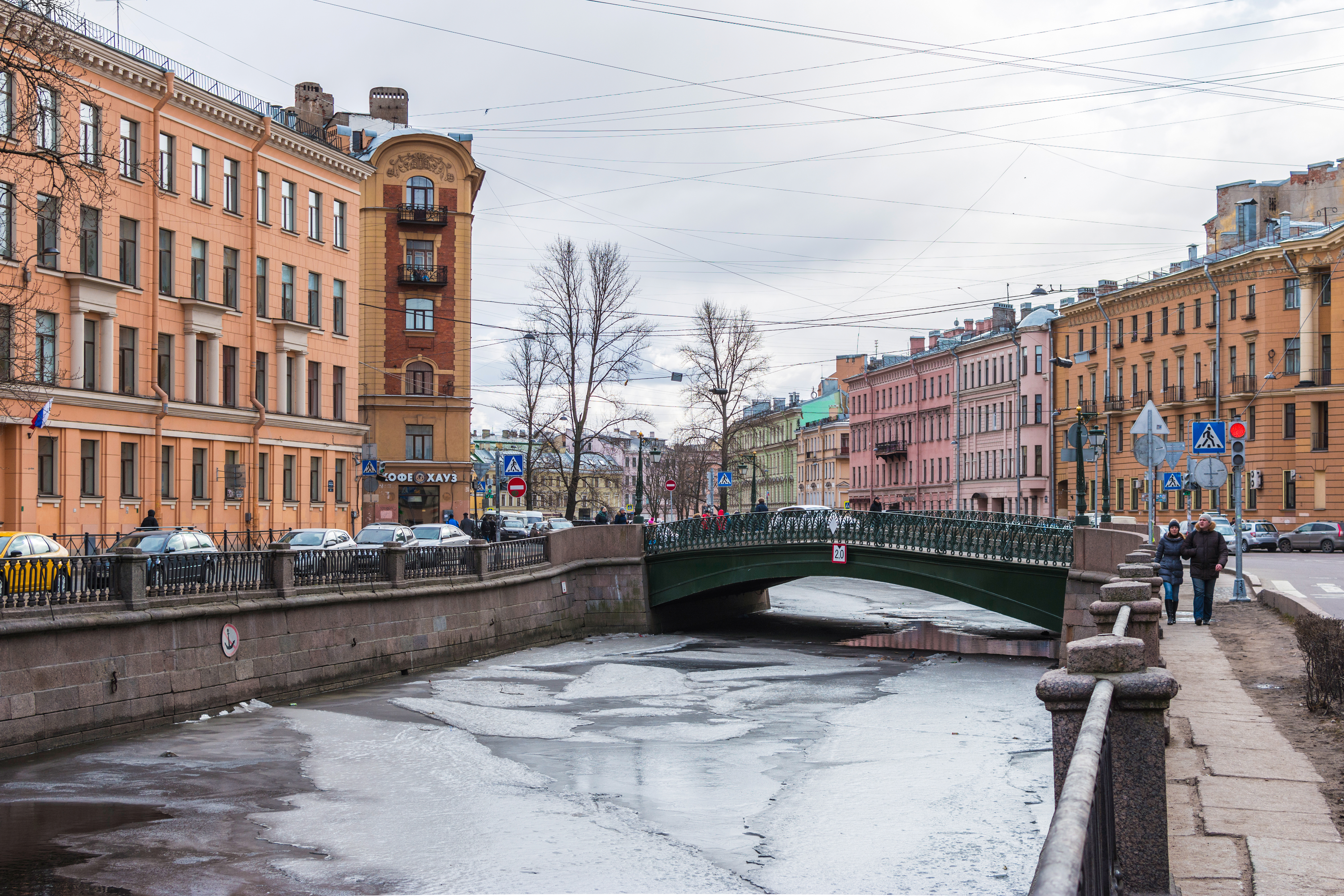
Le pont Demidoff, à Saint-Pétersbourg (Russie).
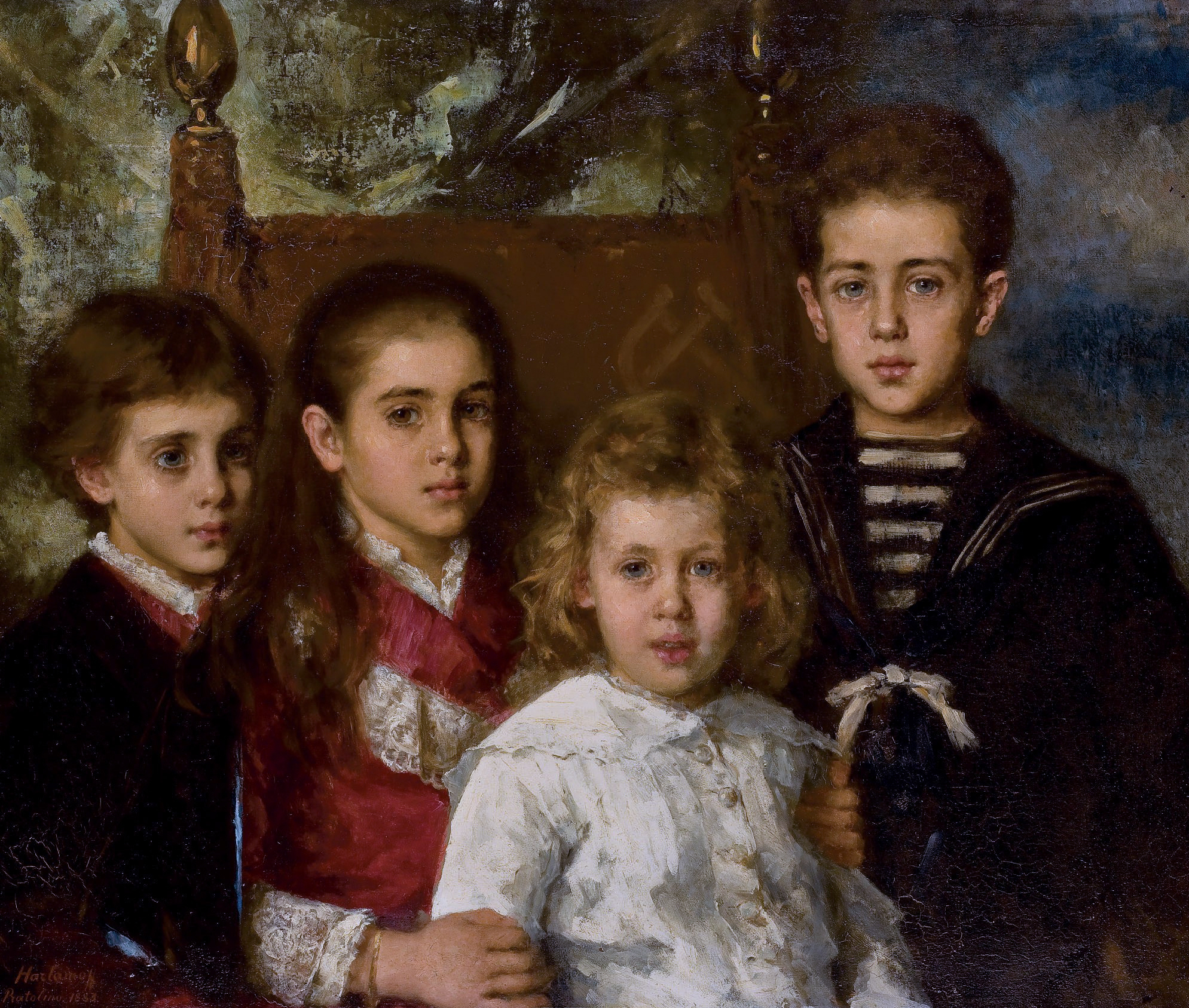
Les enfants Demidoff (1883) par Alexeï Harlamov.
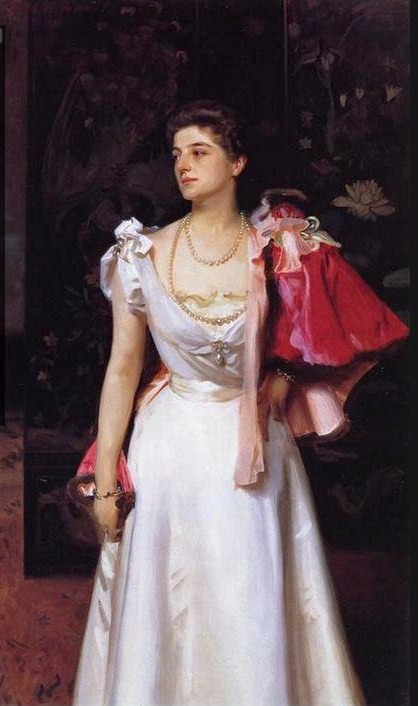
Helena Petrovna Demidova, princesse de San Donato (vers 1890) par John Singer Sargent.

## Pour approfondir